# Zoran Erceg
Zoran Erceg (Sérvio Зоран Ерцег) (Pakrak, 11 de janeiro de 1985) é um basquetebolista profissional sérvio cujo último clube defendido foi o Galatasaray Liv Hospital.
Erceg começou a jogar profissionalmente com Polet Keramika Novi Bečej em 2002, antes de ir para a FMP em 2003. Em 2006, foi emprestado ao Borac Čačak.